# Elatostema nigrescens
Elatostema nigrescens är en nässelväxtart som beskrevs av Friedrich Anton Wilhelm Miquel. Elatostema nigrescens ingår i släktet Elatostema och familjen nässelväxter. Inga underarter finns listade i Catalogue of Life.